# Juan Latorre Baeza
Juan Latorre Baeza (Alicante, 1868-Alicante, 24 de marzo de 1941) fue un compositor y director, autor del Himno oficial de Alicante.

## Historia
Juan Latorre Baeza nace en Alicante en 1868. Siendo aún muy joven fue enviado a Madrid, donde en su Conservatorio estudió Piano y Composición teniendo como condiscípulos a Turina, Conrado del Campo, Ricardo Villa, Saco del Valle y Luis Torregrosa, entre otros. Mientras continuaba sus estudios, ya daba clases de Música y Canto a alumnos que luego serían destacados cantantes, como Matilde de Lerma y María Galvany.
Comenzó a introducirse como director en diversas compañías líricas. No obstante, su amor por Alicante le hizo volver a su tierra natal pronto, donde continuó ejercitando su labor docente.
El 19 de abril de 1894 debutó en el Teatro Principal, dirigiendo la orquesta en la función que se realizó para homenajear al tenor Rafael Pastor. Los tres hijos fruto de su matrimonio, Paco, Lolita y Pascual fueron tres destacadísimos cantantes líricos. En los primeros años del siglo XX formó parte como director musical, junto a Antonio Puchol, de la Compañía Cómico-Lírica de Emilio Duval.
El 30 de abril de 1909 se encargó de la dirección musical del homenaje al maestro Chapí en el Teatro Principal. Montó en nuestra ciudad muchas zarzuelas en compañías locales que él dirigía, sobre todo en la década de los treinta, en las que solían intervenir sus hijos, así vemos en 1932 que dirigía en el Teatro Monumental una agrupación con ellos y otros alicantinos como María Martínez y Asunción Pastor. La misma formación ocupó el escenario del Teatro Principal en marzo del mismo año con obras como Molinos de viento, Los de Aragón y La rosa del azafrán.
Fue profesor de Canto del Círculo de Bellas Artes. Creó una orquesta sinfónica y fue director de “La Wagneriana”, famosa orquesta de pulso y púa con una gran calidad y con la cual dio varios conciertos por toda España. Fue representante de la empresa Teatro Nuevo S.A., que llevaba las contrataciones del Novedades, Sport, Teatro Nuevo, Teatro de Verano y Salón España. Entre las zarzuelas que solían representarse en las compañías por él dirigidas hemos de nombrar, entre otras, Molinos de viento, La verbena de la Paloma, La revoltosa, El barberillo de Lavapiés y Los gavilanes.
Con frecuencia solía dirigir en cuantas funciones benéficas se le requería, como por ejemplo el 9 de junio de 1917 en el Teatro Principal con El barberillo de Lavapiés a beneficio de la Cocina Económica; el 22 de febrero de 1927, en el mismo teatro, a favor de la Asociación Gota de Leche, dirigiendo La verbena de la Paloma y acompañando varias piezas sueltas al piano; el 12 de junio del mismo año con la puesta en escena de la versión en castellano de El barbero de Sevilla, con la participación de sus tres hijos y otros muchos alicantinos, a beneficio de la Escuela Provincial de Ciegos; el 16 de febrero del año siguiente, de nuevo para La Gota de Leche o el 2 de junio de 1936 en el Teatro Principal en una función a beneficio de la Comisión Gestora de Les Fogueres de San Chuan.
Pero sobre todo, el maestro Latorre fue el autor del Himno de Alicante “Som fills del poble…”, con letra de José María Milego y Francisco Martínez Yagües, que forma una parte fundamental de la cultura popular alicantina. Se estrenó el quince de enero de 1902, pero su oficialidad, como himno de Alicante, no se declaró hasta el diez de mayo de 1979, en cuyo acto, el alcalde Jose Luis Lassaletta felicitó a don Pascual y doña Lolita Latorre, hijos del maestro, quienes recibieron el aplauso de los asistentes as acto. El primero de ellos entregó al alcalde original para orquesta y coro, de fecha quince de diciembre de 1901, «todavía no estrenado», con la siguiente dedicatoria de los citados hijos: «Siendo alcalde don José Luis Lassaletta, con letra y firma de nuestro padre, nosotros, Pascual y Lolita, lo entregamos al Ayuntamiento de Alicante en este día, diez de mayo de 1979, día en que se nombró "Himno de Alicante", para que quede siempre a su cuidado»
Falleció en Alicante el 24 de marzo de 1941. Una de las calles del barrio alicantino del Pla del Bon Repós está rotulada con el nombre del maestro.